# Claude de Louvain
Claude de Louvain,  né à Soissons et mort en  1519, est un prélat français du XVIe siècle.

## Biographie
Claude de Louvain est le fils ainé de Jean de Louvain, seigneur de Nesle, vicomte de Berzy et gouverneur de Compiègne pour le roi. Nicolas de Louvain, l'un de ses frères, est gouverneur de Milan.
À la mort de Jean Millet, évêque de Soissons, en 1503, Claude, chanoine de cette église, obtient la majorité des suffrages capitulaires. Guillaume Cornet, archidiacre de Soissons, qui avait eu treize voix pour lui, forme opposition à son élection, mais Claude est préconisé à Rome.
Claude de Louvain assiste au concile national convoqué par Louis XII en 1510, et est transféré à l'évêché de Sisteron par une bulle de 1514. Il y reçoit dans sa cathédrale en 1516 le roi François Ier, revenant d'Italie après la victoire de Marignan et passant par Sisteron. Il devient abbé commendataire de Bèze, au diocèse de Langres.

### Sources
- La France pontificale[source insuffisante]